# Сірий капелюх
Сірий капелюх (англ. grey hat) — термін яким позначають хакера або експерта з комп’ютерної безпеки, який інколи може порушувати закони або типові етичні норми, але не має зловмисного наміру притаманного для хакера «чорного капелюха». 
Цей термін почав використовуватися наприкінці 1990-х років, виходячи з концепцій хакерів "білого капелюха" та "чорного капелюха". Коли білий капелюх виявляє уразливість, він використовує цю вразливість лише з дозволу та не розголошує факт її існування, поки вона не буде виправлена, тоді як чорний капелюх незаконно використовує уразливість та/або говорить іншим, як це робити. Сірий капелюх не буде незаконно користуватися уразливістю та не розповість іншим, як це зробити.
Ще одна різниця між цими типами хакерів полягає в їх методах виявлення уразливостей. Білий капелюх проникає в системи та мережі на вимогу свого роботодавця або з явним дозволом з метою визначення того, наскільки надійно вони захищені від хакерів, тоді як чорний капелюх проникає в будь-яку систему або мережу, щоб розкрити конфіденційну інформацію для особистої вигоди. Як правило, сірий капелюх володіє навичками та намірами білого капелюха, але проникає в будь-яку систему або мережу без дозволу. 
Відповідно до одного визначення «сірого капелюха», коли він виявляє уразливість, замість того, щоб повідомити постачальнику, як працює експлойт, він може пропонувати полагодити його за невелику плату. Якщо він успішно отримує незаконний доступ до системи або мережі, він може запропонувати системному адміністратору, щоб один із його друзів був найнятий для розв'язання проблеми; однак ця практика знижується у зв'язку зі зростаючою готовністю підприємств до переслідування. Ще одне визначення Сірого капелюха стверджує, що факт порушення закону ними є спірним при намірах дослідити та покращити безпеку: законність встановлюється відповідно до особливих наслідків будь-яких проникнень, в яких вони беруть участь.
У спільноті пошукової оптимізації (SEO) сірі капелюхи — це ті, хто маніпулює рейтингом пошукової системи вебсайтів, використовуючи неналежні або неетичні засоби, але які не вважаються спамом пошукової системи.

## Історія
Фразу «сірий капелюх» вперше публічно було використано в контексті комп'ютерної безпеки, коли DEF CON оголосила про перші заплановані брифінги чорних капелюхів в 1996 році, хоча, можливо, фраза використовувалася раніше меншими групами. Крім того, на цій конференції була проведена презентація, в якій Mudge, ключовий член хакерської групи L0pht, обговорив їх наміри як сірих капелюхів щодо повідомлення Microsoft про знайдені уразливості з метою захисту величезної кількості користувачів їхньої операційної системи. Нарешті, директор серверної групи Microsoft Майк Неш заявив, що сірі капелюхи схожі на технічних фахівців у незалежній індустрії програмного забезпечення, оскільки вони "є цінними для надання нам відгуку, щоб зробити наші продукти кращими".
Фраза «сірий капелюх» була використана групою хакерів L0pht в інтерв'ю The New York Times в 1999 році для опису їх хакерської діяльності.
Ця фраза була використана для опису хакерів, які підтримують етичне повідомлення про уразливість безпосередньо постачальнику програмного забезпечення, на відміну від повного розкриття інформації, яка була поширеною в спільноті білих капелюхів, що уразливості не розголошуються поза межами своєї групи.
Проте у 2002 році спільнота Anti-Sec опублікувала використання терміна для позначення людей, які працюють в галузі безпеки вдень, але вночі займаються діяльністю чорних капелюхів. Іронія полягала в тому, що для чорних капелюхів ця інтерпретація розглядалася як принизливий термін; тоді як серед білих шапок це був термін, який дав почуття народної слави.
Після підйому і можливого спаду повного розкриття інформації проти антисекської «золотої епохи», а також подальшого зростання філософії «етичного хакерства», термін «сірий капелюх» почав приймати всілякі різноманітні значення. Судове переслідування в США Дмитра Склярова з приводу дій, які були законними у своїй батьківщині, змінили ставлення багатьох дослідників безпеки. Оскільки Інтернет став використовуватися для більш критичних функцій, і стурбованість щодо тероризму зросла, термін "білий капелюх" почав відноситися до фахівців з корпоративної безпеки, які не підтримували повне розкриття інформації.
У 2008 році EFF визначила "сірі капелюхи" як етичних дослідників безпеки, які ненавмисно чи не зовсім порушували закон, прагнучи дослідити та покращити безпеку. Вони виступають за закони про комп'ютерні правопорушення, які чіткіші та більш вузько направлені. 

## Приклади
У квітні 2000 року хакери, відомі як "{}" та "Hardbeat", отримали несанкціонований доступ до Apache.org. Вони вирішили сповістити команду Apache про проблеми, а не намагатися пошкодити сервери Apache.org.
У червні 2010 року група комп'ютерних фахівців, відома під назвою Goatse Security, викрила недоліки в безпеці AT&T, що дозволило виявити адреси електронної пошти користувачів iPad.  Група опублікувала недоліки безпеки для засобів масової інформації незабаром після повідомлення AT&T. Після цього ФБР розпочало розслідування цього інциденту і здійснило рейд на будинок найбільш відомого члена групи з псевдонімом weev.
У квітні 2011 року група експертів виявила, що Apple iPhone та 3G iPads "реєстрували там, де був користувач". Apple опублікували заяву про те, що iPad і iPhone реєстрували тільки вежі, до яких телефон міг отримати доступ. Там були численні статті з цього питання, і це розглядалося як незначна проблема безпеки. Цей випадок буде класифікуватися як "сірий капелюх", тому що, хоча експерти могли б використати це для зловмисного наміру, було повідомлено про проблему.
У серпні 2013 р. Халіл Шреатех, безробітний дослідник комп'ютерної безпеки, взламав сторінку Facebook Марка Цукерберга, генерального директора Facebook, щоб змусити прийняти дії для виправлення помилки, яку він виявив, що дозволяла йому розмістити повідомлення на   сторінці будь-кого користувача без їхньої згоди. Він намагався неодноразово інформувати Facebook про цю проблему лише для того, щоб почути від Facebook, що проблема не є помилкою. Після цього інциденту Facebook виправив цю уразливість, яка могла стати потужною зброєю в руках професійних спамерів. Шреате не отримав компенсацію за програмою Facebook «Білий капелюх», оскільки він порушив їх політику, перетворюючи цей випадок на «сірий капелюх». 